# Леаньо Альварес дель Кастильо, Антонио
Антонио Леаньо Альварес дель Кастильо (исп. Antonio Leaño Álvarez del Castillo; 10 января 1916, Гвадалахара — 4 июля 2010, Сапопан) — мексиканский деятель образования, предприниматель и крайне правый политик. Основатель и ректор Автономного университета Гвадалахары. Католик-традиционалист, активный антикоммунист, один из лидеров ультраправого движения Текос.

## Происхождение и взгляды
Родился в семье инженера-геодезиста. Николас Леаньо Велес — отец Антонио — был активистом католического профсоюзного движения, возглавлял Католическое действие в Мексике. Леаньо Велес симпатизировал восстанию кристерос, хотя не принимал в нём участия. Восемь его детей воспитывались в духе социального католицизма.
Среднее образование Антонио Леаньо Альварес дель Кастильо получил в католической школе маристов, среди преподавателей преобладали иезуиты. Поступил на юридический факультет Гвадалахарского университета. Участвовал в протестных акциях католического студенчества.
Антонио Леаньо Альварес дель Кастильо придерживался крайне правых политических взглядов. Он был не только продолжателем кристерос, не только сторонником Испанской фаланги и франкистского режима, но и симпатизировал Третьему рейху. Яростный антикоммунизм и антисоветизм Антонио Леаньо тесно переплетались с антисемитизмом и идеями «борьбы с масонским заговором». В католическом движении Антонио Леаньо стоял на позициях консервативного традиционализма, не признавал решений Второго Ватиканского собора.

## Основание университета
После подавления кристерос правительство Мексики проводило выраженный левый курс, особенно в государственной системе образования, за которую отвечал Нарсисо Басольс. Программы обучения составлялись на светской основе с социалистическим уклоном. Ещё сильнее это проявлялось в период президентства Ласаро Карденаса. Правые силы Мексики, опираясь на католическую церковь и связанные с ней организации, оказывали сопротивление. Образовательная система стала главным полем противостояния.
3 марта 1935 группа молодых католических активистов во главе с Карлосом Куэстой Гальярдо, Антонио Леаньо Альваресом дель Кастильо и его старшим братом Анхелем учредила частное учебное заведение — Автономный университет Гвадалахары (UAG). Была также создана Студенческая федерация Халиско (FEJ), в руководство которой вошёл Антонио Леаньо. UAG быстро превратился в интеллектуальный и организационно-политический центр, FEJ — в кадровую основу правых сил Мексики.
Более семидесяти лет Антонио Леаньо Альварес дель Кастильо являлся главным совладельцем UAG. С 1999 по 2005 он официально занимал пост ректора. При его участии UAG выдвинулся в перечень лучших университетов Мексики и Латинской Америки (особенным престижем пользуется медицинская школа и специализированные клиники UAG). Выпускниками UAG являлись более 120 тысяч специалистов из 25 стран. Благодарность университету за подготовку американских врачей выражал президент США Джордж Буш-старший. Связи, установленные Леаньо с деловыми кругами США (несмотря на сильные элементы антиамериканизма в его мировоззрении) способствовали привлечению инвестиций в UAG и усиливали политическую поддержку мексиканских ультраправых.
Антонио Леаньо известен также как агропромышленный предприниматель. Несколько его сельскохозяйственных предприятий с центром в Текомане работают в штате Колима. Этот регион известен как исторический оплот консервативно-католических сил. Одна из улиц Текомана носит имя Антонио Леаньо Альвареса дель Кастильо.

## Ультраправый деятель
На протяжении всей своей истории UAG остаётся центром правого радикализма Мексики и всей Латинской Америки. Почётная докторская степень университета присваивалась Альфредо Стресснеру и Анастасио Сомосе. 11 сентября 1976 Антонио Леаньо от имени UAG официально поздравил Аугусто Пиночета с третьей годовщиной прихода к власти.

Патриотическая позиция Вооружённых сил Чили при растущей поддержке народного большинства не только позволила одержать победу над коммунизмом и лакеями врагов родины, но и вывела страну на путь прогресса, укрепила международный авторитет независимой и суверенной нации.

Антонио Леаньо Альварес дель Кастильо

Под руководством Антонио Леаньо, Карлоса Куэсты Гальярдо, Раймундо Герреро на базе UAG сформировалось полулегальное ультраправое движение Текос. Идеологом и стратегом Текос считался Гальярдо, публичным лидером — Герреро, теневым организатором — Леаньо.
Разветвлённая сеть Текос контролировала десятки правокатолических и антикоммунистических организаций, преимущественно молодёжных и студенческих. Таким образом была создана мощная система пропаганды и политического давления. На базе университетских спортивных команд формировались группы боевиков. Совершались силовые акции, нападения на коммунистов и левых активистов. Леаньо поддерживал также контакты с тайной католической организацией El Yunque («Наковальня»), связанной с легальной правой Партией национального действия — несмотря на жёсткую конкуренцию «юнкистов» с Текос, доходившую до физических столкновений. Антонио Леаньо Альварес де Кастильо являлся влиятельным теневым лидером мексиканских правых сил. 20 января 2001 он присутствовал на инаугурации президента США Джорджа Буша-младшего.
Оппоненты обвиняли Леаньо в причастности к политическим убийствам, но он никогда не привлекался к суду.

Его зовут Антонио Леаньо Альварес дель Кастильо. В многочисленных и хорошо продуманных биографиях он представлен как выдающийся юрист, успешный бизнесмен, преподаватель университета, набожный католик, изысканный коллекционер, неспособный причинить кому-либо вред. Его высоко ценят и уважают. Рядом с ним можно было увидеть президента Мексики Эрнесто Седильо. Однако за ним скрываются страшные тайны мафиозной власти, стремящейся контролировать судьбу всей нации.

Со своей стороны, соратники и единомышленники Антонио Леаньо Альвареса дель Кастильо считают его настоящим христианином, отмечают его заслуги в развитии мексиканского образования и агропромышленности Колимы.
Скончался Антонио Леаньо Альварес дель Кастильо в возрасте 94 лет. В траурной церемонии участвовал губернатор штата Халиско Эмилио Гонсалес Маркес.

## Семейная династия
Семейство Леаньо образует в Мексике общественно-политическую, преподавательскую и предпринимательскую династию. Леаньо контролируют UAG и крупные бизнес-структуры в Халиско и Колиме.
Антонио Леаньо Альварес де Кастильо был женат на Марии де ла Пас Рейес де Леаньо. Жена ректора возглавляла Женский комитет UAG, активно занималась благотворительностью. Скончалась в 2011, вместе с мужем похоронена в Гвадалахаре. В супруги браке они имели пять дочерей и четырёх сыновей.
Антонио Леаньо Рейес с 2005 — ректор UAG. Гонсало Леаньо Рейес — адвокат UAG и бизнесмен-издатель. Антонио-младший и Гонсало, известны как активные Текос, оба обвинялись в противозаконных махинациях.
Карлос Леаньо Рейес был президентом футбольного клуба UAG Эстудиантес Текос, скончался в 2017. Хуан Доминго Леаньо Рейес — предприниматель-инвестор в Колиме.
Розана Леаньо Рейес возглавляет после смерти матери Женский комитет и благотворительную структуру UAG. Моника Леаньо Рейес была женой адвоката Эрика Куфаля Диаса Гарсы, почётного консула Австрии в Гвадалахаре и советника своего отца. Вскоре после смерти тестя Диас Гарса подал заявление о разводе в церковный суд Гвадалахарской епархии и потребовал отлучить от церкви весь клан Леаньо (основанием послужила неоплата Антонио-старшим части консультативных услуг).
Эдуардо Леаньо Эспиноса — племянник Антонио Леаньо — известный футболист и глава бизнес-ассоциации риэлтеров.